# Melanochyla elmeri
Melanochyla elmeri är en sumakväxtart som beskrevs av Merrill. Melanochyla elmeri ingår i släktet Melanochyla och familjen sumakväxter. Inga underarter finns listade i Catalogue of Life.